# Humedal Pichimapu
El humedal Pichimapu, está ubicado en el Valle Nonguén, Concepción. Tiene una superficie de 0,987 ha (9.868,86 m²)y es el primero de 13 humedales urbanos presentes en la ciudad reconocido como tal el 10 de junio del año 2022. Cuenta con una diversidad de aproximadamente 40 especies entre permanentes y migratorias.
Como consecuencia del análisis técnico,  la cartografía y límites propuestos por la Municipalidad de Concepción en un principio fue ajustada de acuerdo a los criterios del régimen hidrológico de saturación que genera condiciones de inundación periódica, y vegetación hidrófita. pasando de 0,987 hectáreas a 0,7 hectáreas, en la cartografía oficial.